# شیر بابل (مجسمه)

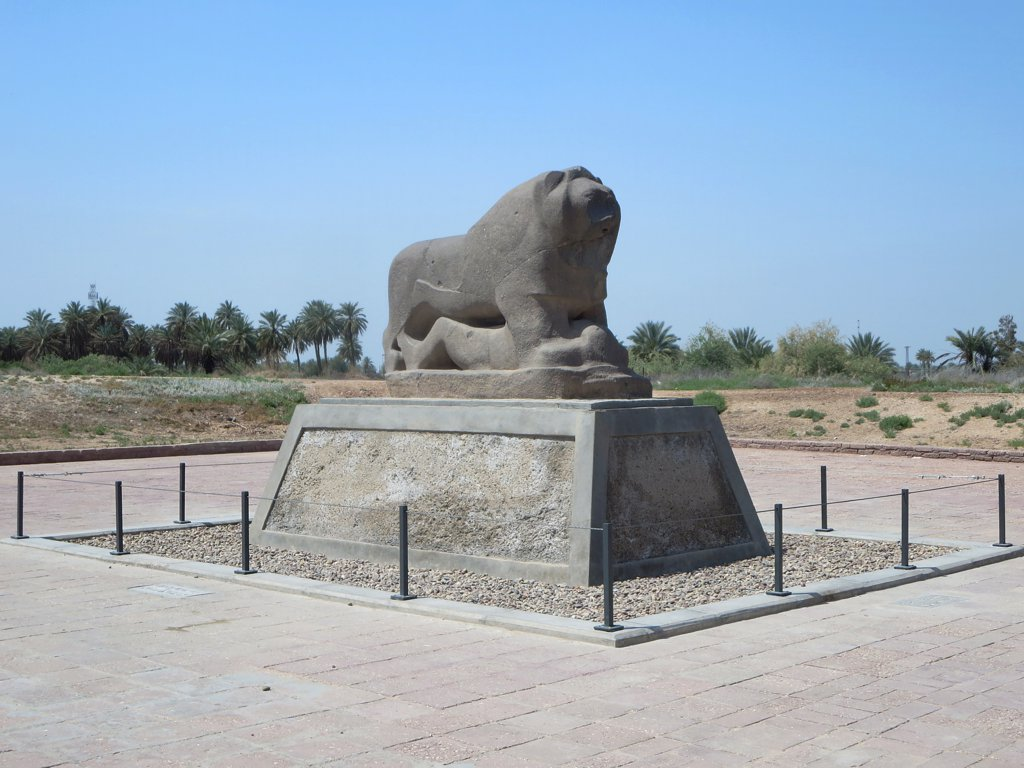
شیر بابل

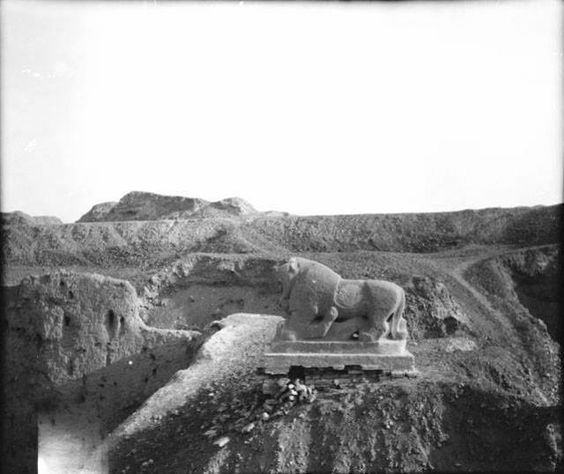
شیر بابل در سال ۱۹۰۹

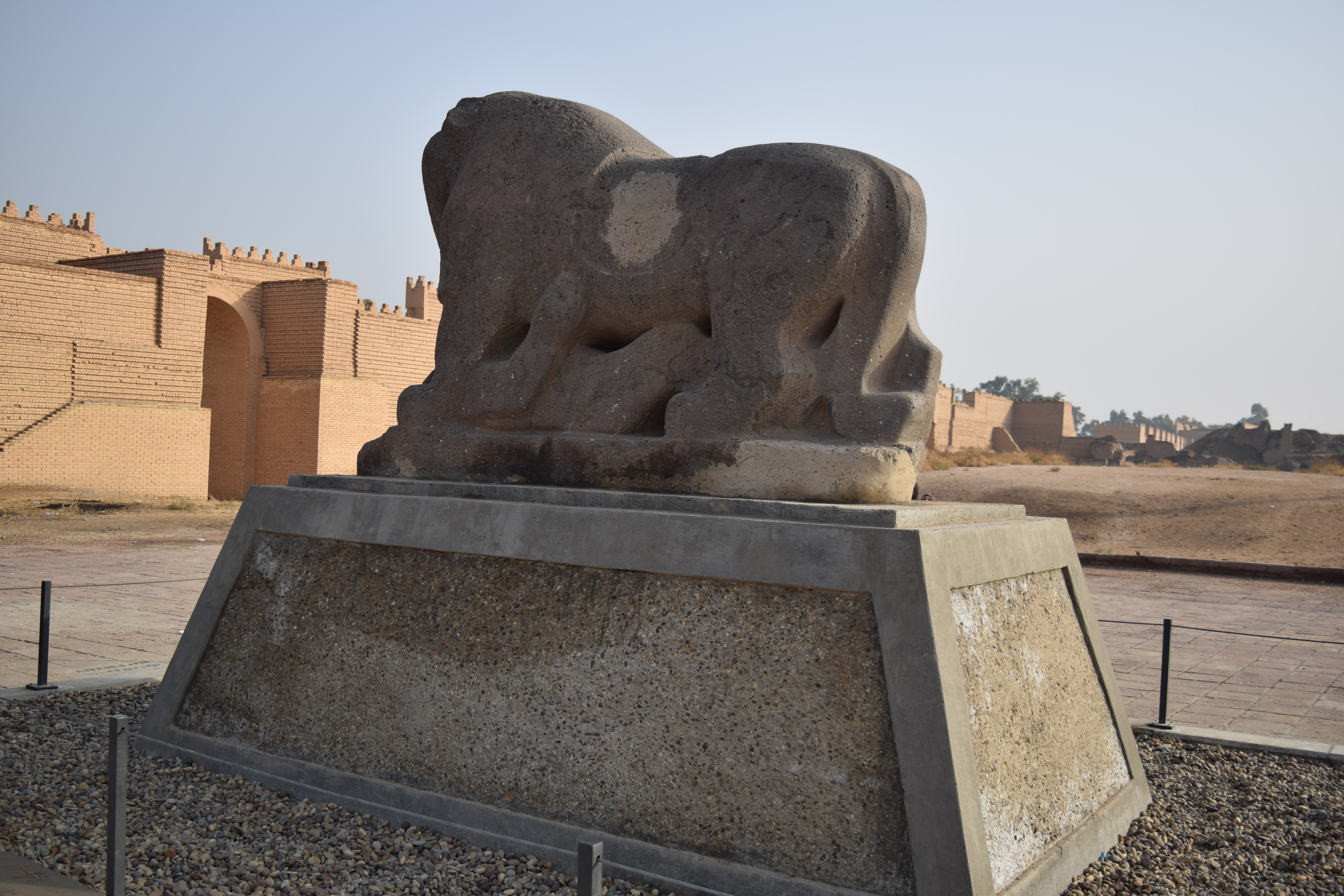
شیر بابل از سمت چپ

شیر بابل یک مجسمه سنگی است که در شهر باستانی بابل، عراق یافت شده است.

## تاریخچه
این مجسمه در سال ۱۸۷۶ در طی یک عملیات باستان شناسی و توسط باستان شناسی آلمانی کشف شد. 
مجسمه ممکن است توسط پادشاه بابل نبوکدنصر دوم (۶۰۵-۵۶۲ پیش از میلاد) ساخته شده باشد اما اکثر کارشناسان اکنون بر این باورند که منشاء آن هیتی است و در زمان اشغال شهر توسط هیتی‌ها ساخته شده است.
در سال ۲۰۱۳، صندوق جهانی آثار با اداره دولتی آثار باستانی عراق برای بهبود سایت کار می کرد. شیر، تمیز و تقریباً بازسازی شد، پایه مجسمه جایگزین شد و یک مانع امنیتی اضافه شد. 

## شرح
مجسمه از سنگ سیاه بازالت ساخته شده؛ که شیر میان‌رودان را ایستاده بالای یک انسان خوابیده نشان می دهد. مجسمه دو متر طول دارد و سکوی آن یک متر است. شیر حدود ۷۰۰۰ کیلوگرم وزن دارد.

## نمادگرایی
شیر بابل یک موضوع تاریخی در منطقه است. مجسمه در میان مهم‌ترین نمادهای بابل به ویژه هنر بین النهرین به حساب می‌آید.  مجسمه به عنوان نماد ملی عراق شناخته می شود، توسط چندین موسسه عراقی مانند فدراسیون فوتبال عراق مورد استفاده قرار گرفته است. 